# Planckkraft
Planckkraft, betecknat {\displaystyle F_{\text{P}}}, är en kraftenhet och en av de härledda Planckenheterna, ett måttenhetssystem som bygger på naturliga enheter. Planckkraft definieras som:
{\displaystyle F_{\text{P}}={\frac {E_{\text{P}}}{l_{\text{P}}}}={\frac {\hbar }{l_{\text{P}}t_{\text{P}}}}={\frac {c^{4}}{G}}}
där {\displaystyle G} är gravitationskonstanten, {\displaystyle \hbar } Diracs konstant och {\displaystyle c} ljusets hastighet i vakuum.
Dess värde är ungefär 1,21027 × 1044 N.